# Marco Schmidt

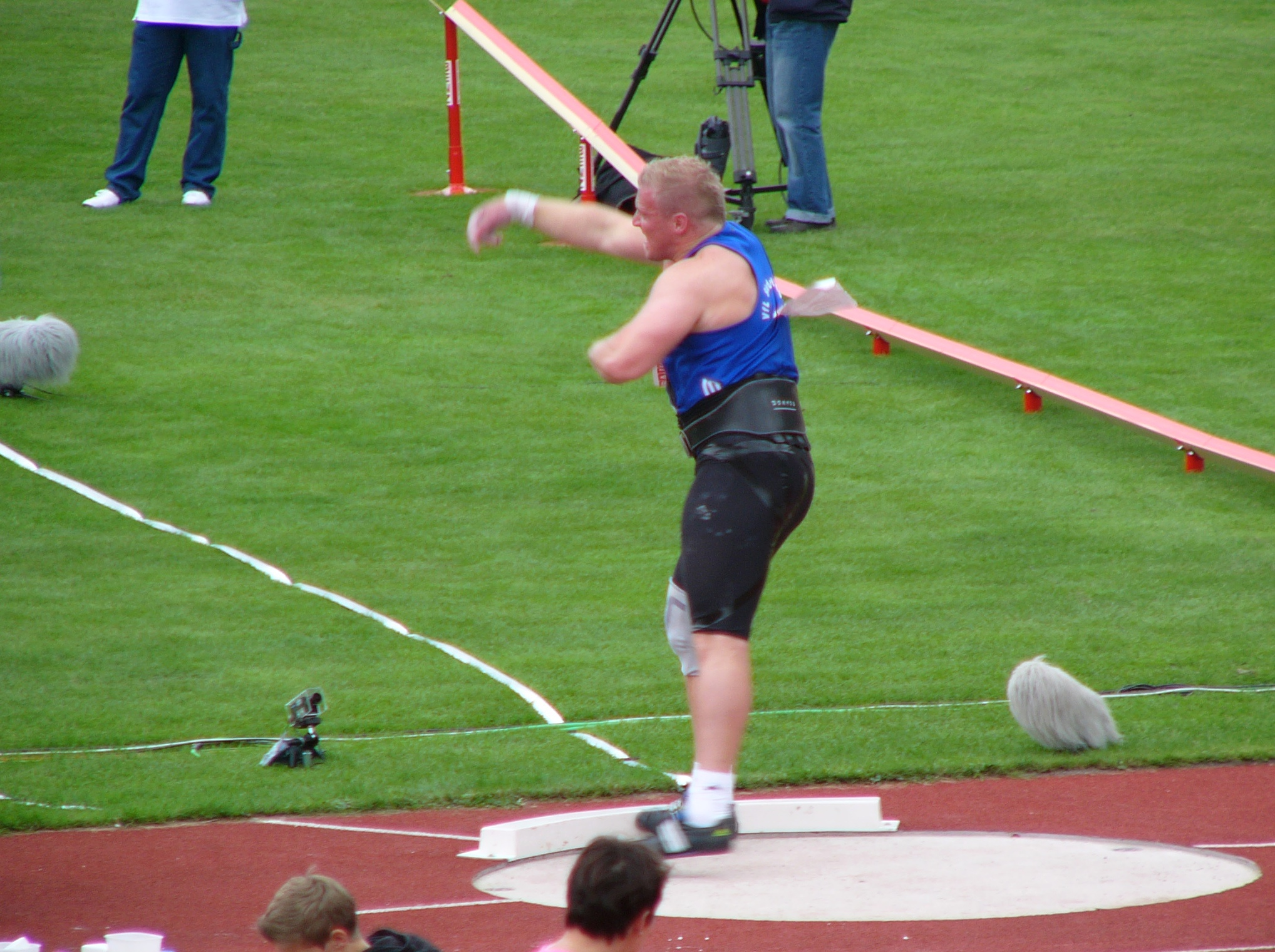
Marco Schmidt bei den Deutschen Meisterschaften 2011

Marco Schmidt (* 5. September 1983 in Pforzheim) ist ein ehemaliger deutscher Leichtathlet.
Marco Schmidt wurde im Februar 2009 Deutscher Vizemeister im Kugelstoßen in der Halle und qualifizierte sich damit für die Halleneuropameisterschaften 2009 in Turin. Dort schied er in der Qualifikation aus. Bei den Halleneuropameisterschaften 2011 belegte Schmidt mit 20,29 m den fünften Platz. Bei den Freilufteuropameisterschaften 2012 erreichte er ebenfalls den Endkampf und belegte mit 19,65 m den achten Platz. 2013 wurde Schmidt bei den Halleneuropameisterschaften in Göteborg Siebter.
Marco Schmidt ist neben seinem Erfolg in der Leichtathletik auch Weltrekordhalter im Steinstoß-Zehnkampf und dreifacher Deutscher Meister im 50-Kilogramm-Steinstoßen.
Marco Schmidt startete für den VfL Sindelfingen. Seine aktuelle Bestleistung steht mit der 7,26-kg-Kugel bei 20,51 m (28. Mai 2011, Neubrandenburg). Nach seinem Abitur absolvierte er eine Ausbildung zum Sozialversicherungsangestellten, seit 2009 arbeitete er bei der IKK classic in Stuttgart. Ab November 2013 arbeitete er bei der AOK Baden-Württemberg als Student zum AOK Betriebswirt.